# Rory Sutherland (reklamechef)
Rory Sutherland (født 12. november 1965) er en britisk reklamechef. Han er næstformand for Ogilvy & Mather-gruppen. Han skriver en klumme i The Spectator og har skrevet flere bøger, inklusive Alchemy: The Power of Ideas That Don't Make Sense.